# Arawá-Sprachen
Die Arawá-Sprachen (benannt nach der Einzelsprache Arawá; engl. Arauan) sind eine indigene südamerikanische Sprachfamilie, die aus sechs Einzelsprachen mit relativ wenigen Sprechern besteht (in eckigen Klammern ist jeweils der ISO 639-3-Code angegeben):
- Paumarí [pad] (ca. 200 Sprecher, ethnische Population ca. 600)
- Madi; zerfällt in drei Dialekte:
  - Jarawara (auch: Jaruára) [jap] (ca. 150 Sprecher)
  - Jamamadí [jaa] (ca. 190 Sprecher)
  - Banawá [bnh] (ca. 80 Sprecher)
- Sorowahá (auch: Suruahá) [swx] (ca. 100 Sprecher)
- Dení-Kulina:
  - Dení [dny] (ca. 1.000 Sprecher)
  - Kulína (auch: Culina, Madiha/Madija) [cul] (ca. 2.500 Sprecher)
- Arawá (auch: Arua) [aru] (seit etwa 1880 ausgestorben)

Alle diese Sprachen sind in Brasilien beheimatet, nur das Kulina wird auch in Perú gesprochen.

## Anmerkung
Die Arawá-Sprachen sind nicht mit den Arawak-Sprachen zu verwechseln.